# Studio 1983–1985
Studio 1983–1985 je studiové album pražské hudební skupiny Psí vojáci, obsahuje kmenový hudební repertoár kapely hraný v letech 1983–1986. Album vyšlo samizdatem roku 1986 na MC, oficiálně bylo vydáno až roku 2000 u vydavatelství Black Point společně s alby Psi a vojáci a Baroko v Čechách jako komplet tří CD Psi a vojáci/Baroko v Čechách/Studio 1983–1985. Nahráno bylo roku 1985 v prostorách zvláštní školy v Praze 3, nahrávku pořídil Robin Hájek (před vydáním na CD byla digitálně remasterována).

## Seznam skladeb
| Pořadí         | Název                       | Text                                 | Délka |
| -------------- | --------------------------- | ------------------------------------ | ----- |
| 1.             | Můj přítel snící            | Jáchym Topol                         | 4:15  |
| 2.             | Ústa světla                 | Jáchym Topol                         | 7:41  |
| 3.             | Hospoda                     | Jáchym Topol                         | 3:56  |
| 4.             | Dlouhý vědomí               | Jáchym Topol                         | 3:22  |
| 5.             | Děsnej sen – pan učitel pes | Jáchym Topol                         | 14:50 |
| 6.             | Jen cáry myšlenek           | Jáchym Topol                         | 3:37  |
| 7.             | Rýmovaná – konstatování     | Jáchym Topol                         | 1:55  |
| 8.             | Zavři                       | Jáchym Topol                         | 2:56  |
| 9.             | Jsme zpívající hvězdy       | indiánská poezie                     | 3:12  |
| 10.            | Skok přes Nerudu            | Filip Topol                          | 6:22  |
| 11.            | Stinka                      | Sylvia Plath                         | 8:38  |
| 12.            | Slova                       | Sylvia Plath                         | 4:53  |
| 13.            | Žiju                        | anonymní německý autor z 12. století | 3:28  |
| 14.            | Viselec                     | Sylvia Plath                         | 4:00  |
| 15.            | Jednou se mi zdála          | Jáchym Topol                         | 6:37  |
| Celková délka: | Celková délka:              | Celková délka:                       | 79:52 |

K albu patří ještě píseň „Co to je?“, která je však na CD verzi z technických důvodů zařazena jako bonus na CD Psi a vojáci.
Několik písní z alba lze nalézt v živé (a mladší) podobě na albech Nechoď sama do tmy a Mučivé vzpomínky.

## Složení
- Filip Topol – zpěv, piano
- David Skála – bicí
- Jan Hazuka – baskytara, housle
- Pavel Cigánek – kytara, housle
- Jaroslav Fensterer – kytara